# Rod Paradot
Rod Paradot (Saint-Denis, 4 aprile 1996) è un attore francese.
È noto soprattutto per la sua interpretazione del protagonista del film A testa alta, che nel 2016 gli ha valso il premio César e il premio Lumière per la migliore promessa maschile.

## Biografia
Figlio unico di un idraulico e di un'impiegata, Paradot è stato notato dalla regista Emmanuelle Bercot, che l'ha scelto per interpretare il protagonista Malony del suo film A testa alta, a fianco di Catherine Deneuve, Benoît Magimel e Sara Forestier. Il lungometraggio è stato proiettato in apertura del Festival di Cannes 2015.
Per la sua interpretazione in A testa alta, nel febbraio del 2016 Paradot ha vinto il Premio Lumière per la migliore promessa maschile e il premio César per la migliore promessa maschile.

## Filmografia
- A testa alta (La Tête haute), regia di Emmanuelle Bercot (2015)
- Campers, regia di Laurent Barthélémy (2016)
- Welcome Home, regia di Antoine Delelis (2016)
- Luna, regia di Elsa Diringer (2017)
- Proiettile vagante (Balle perdue), regia di Guillaume Pierret (2020)
- Vaincre ou mourir, regia di Vincent Mottez, Paul Mignot, (2022)
- Apaches, regia di Roman Quirot (2023)
- Il sapore della felicità (Umami), regia di Slony Sow (2023)

## Doppiatori italiani
- Alessandro Campaiola in A testa alta
- Andrea Oldani in Proiettile vagante
- Gianandrea Muià in Il sapore della felicità

## Teatro
- Le Fils di Florian Zeller, regia di Ladislas Chollat. Théâtre des Champs-Élysées di Parigi (2018)
- Une heure de tranquillité di Florian Zeller, regia di Ladislas Chollat. Théâtre Antoine di Parigi (2020)

## Riconoscimenti
- Festival du film de Cabourg 2015: premio Premier rendez-vous per A testa alta[4]
- Premi Lumière 2016: migliore promessa maschile per A testa alta[2]
- Premi César 2016: migliore promessa maschile per A testa alta[1]
- Premio Molière 2018: miglior rivelazione maschile per Les Fils[5]